# Каледин, Анатолий Петрович
Анато́лий Петро́вич Кале́дин (24 сентября 1948, Москва — 12 августа 2025) — советский и российский учёный в области охотоведения, общественный деятель, член Союза писателей.
Профессор, доктор биологических наук, доктор исторических наук, академик Петровской академии наук и искусств и академик Российской академии естественных наук, член Научно-технического совета Военного общества охотников (ВОО-ОСОО).
С 2010 по 2022 год являлся членом специализированного Диссертационного совета по защитам докторских и кандидатских диссертаций РГАУ-МСХА имени К. А. Тимирязева по специальности «Звероводство и охотоведение», профессор кафедры зоологии РГАУ-МСХА имени К. А. Тимирязева.
Член редколлегий журналов «Охота и охотничье хозяйство», «Охотник», «Техника и технология пищевых производств», «Вестник охотоведения» и альманаха «Охотничьи просторы».

## Биография
Анатолий Петрович Каледин родился в Москве 24 сентября 1948 года, детство провел в Борисоглебске Воронежской области. Ещё учась в школе, Анатолий Петрович начал заниматься в Кружке юных биологов Московского зоопарка.
В 1967 году А. П. Каледин поступает на первый курс зоотехнического факультета и в 1972 году оканчивает отделение охотоведения ВСХИЗО по специальности биолог-охотовед. В годы учёбы Каледина в этом институте читали лекции и вели практические занятия такие известные специалисты в области охотоведения, физиологии, звероводства, как профессора А. Г. Томилин, А. М. Колосов, Г. И. Азимов, В. Т. Горина, А. Ф. Орлов, А. М. Метелкин, доценты Р. В. Клер, П. Г. Репьев и многие другие.
А. П. Каледин совмещал учёбу в институте с работой, сначала в должности техника Московской лесопатологической экспедиции, затем в должности старшего лаборанта группы позвоночных животных Лаборатории лесоведения АН СССР. Ко времени окончания учёбы он работал охотоведом Люберецкого общества охотников и рыболовов Московского областного общества охотников. После окончания института, Анатолий Петрович работал директором Ульяновского опытно-показательного охотничье-рыболовного хозяйства Воронежской области.
Следующим этапом в деятельности Анатолия Петровича Каледина стала работа в должности старшего охотоведа в Ассоциации «Росохотрыболовсоюз». C начала 1983 года А. П. Каледина выдвинули на руководящую работу в должности заместителя председателя правления Московского областного общества охотников и рыболовов (МООиР), а с 1985 года по 1990 год А. П. Каледин избирался председателем правления Московского добровольного общества «Рыболов-спортсмен». С 1990 Анатолий Петрович работал в структурах Государственного комитета СССР по охране природы. С 1995 по 2015 избирался Председателем Правления Московского городского общества охотников и рыболовов (МГООиР), в настоящее время является почетным председателем МГООиР.
С 2005 года и по настоящее время работает профессором кафедры зоологии в Институте зоотехнии и биологии Российского Государственного Аграрного Университета — Московской Сельскохозяйственной Академии имени К. А. Тимирязева.
До 2023 года работал по совместительству профессором кафедры биологии и методики обучении биологии естественно-географического факультета Ярославского государственного педагогического университета имени К. Д. Ушинского.
Работая в двух университетах Каледин А. П. создал курсы и воплотил их в жизнь для студентов-биологов, обучавшихся на специалитете, бакалавриате и магистратуре по следующим дисциплинам: «Охотоведение», «Основы охотничьего ресурсоведения», «Право, правовые основы охраны природы и природопользования», «История охоты и охотоведения», «Введение в специальность», «Биотехния и охрана фауны», «Экономика природопользования», «Фенология», «Экологическая экспертиза», «Охрана природы и заповедное дело» и другие.
За время научной карьеры профессор Каледин А. П. подготовил одного доктора биологических наук, трёх кандидатов наук и более 40 студентов-магистров, специалистов и бакалавров.
Умер 12 августа 2025 года в возрасте 76 лет.

## Научный вклад
Академик А. П. Каледин — ведущий учёный в области охотоведения. Им была разработана концепция сохранения биоразнообразия охотничьих животных на принципах организации и экономики охотничьего хозяйства, стратегия и тактика работ по сохранению видового разнообразия охотничьих зверей: благородный олень, косуля, кабан, лось, кабарга, дикий северный олень, соболь, бобр, белка, горностай, заяц, колонок, куница, лисица, росомаха, хорь, волк, бурый медведь, барсук. Предложены подходы к ведению кадастра охотничьих животных и красных книг (включающие восстановление мест обитания, охрану популяций редких видов животных), модели эффективного механизма вертикально-интегрированных структур управления охотничьим хозяйством в условиях глобализации рыночных отношений. Выявлена взаимосвязь и взаимодействие экономики и управления охотхозяйственной отраслью агропромышленного комплекса сельского хозяйства в условиях рыночной экономики. Научно обоснована теоретическая и практическая роль охотпользователей в сохранении биоразнообразия охотничьих животных и рациональном ведении охотничьего хозяйства. Созданы научные математические прогнозы регулирования динамики численности основных видов охотничьих животных России на долгосрочную перспективу и даны экспертные оценки стоимости охотничьих ресурсов нашей страны. Разработаны методы определения биопродуктивности охотничьих угодий и выхода продукции охотничьих животных.

## Публикации
Профессор А. П. Каледин опубликовал более 350 научных и учебно-методических работ по охотоведению, природопользованию, сохранению биоразнообразия, истории, краеведению, богословию, в том числе более 30 монографий, книг, учебников и учебных пособий. Также выпустил 2 фотоальбома.
- Православие и охота — М.: МГООиР, 2006. — 64 с.
- Калязинский край: Троица-Нерль — М.: РОО — МГООиР, 2006. — 64 с., ил. цв. — 16 с.
- Очерки истории охоты — М.:ООО «ПТП Эра», МГООиР, 2010. — 224 с.
- История охоты: курс лекций / А.П. Каледин. — М.: Изд-во РГАУ-МСХА им. К. А. Тимирязева, 2010. — 151 с.
- Эколого-экономические аспекты современного природопользования / соавторы:	Э. Г. Абдулла-Заде, В. В. Дежкин — М.: МГООиР, 2011. — 268 стр.
- Охотничья Россия / под ред. А. П. Каледина. — М.: ООО «Эра», МГООиР, 2011. — 464 с.
- Новый охотничий минимум — М.: ООО «ПТП ЭРА», ООО «Издательский Дом Рученькиных», 2012. — 94 с.
- Охотничье хозяйство и сохранение биоразнообразия — М.: ООО «ПТП ЭРА», 2014. — 256 с.
- Охота и лес / соавтор: М. Д. Мерзленко — М.: ООО «ПТП ЭРА», 2014. — 272 с.
- Экологические и экономические основы природопользования / соавторы:	Э. Г. Абдулла-Заде, В. В. Дежкин — Смоленск: Издательство ИП Борисова С. И., 2015. — 292 стр.
- Основы охотничьего ресурсоведения. Учебник / соавторы: А. И. Филатов, А.М. — Реутов: Издательство ЭРА, 2018. — 344с.
- Воспроизводство охотничьих животных / под общей редакцией А. П. Каледина, соавторы: Е. Н. Анашкина, Ю. А. Юлдашбаев и др. — Реутов: Издательство ЭРА, 2019. — 360 с.
- Охотоведение: учебное пособие. Изд. 3-е, исп. — Реутов: Издательство охотничьей литературы ЭРА, 2022. — 512 с.
- Кормление охотничьих животных / под общей редакцией А. П. Каледина, соавторы: Н. А. Балакирев, Ю. А. Юлдашбаев и др. — Реутов: Издательство ЭРА, 2021. — 496 с.
- История охотничьего и лесного дела. Монография / соавтор: М. Д. Мерзленко. — Реутов: Издательство ЭРА, 2022. — 216 с.
- Использование охотничьих животных: монография / под общей редакцией А. П. Каледина, соавторы: А.М. Остапчук, О.И. Боронецкая, Е.А. Вечтомова и др. — Кемерово, 2023. — 301 с.
- Краниологические исследования крупного рогатого скота: учебно-методическое пособие. — Изд. 3-е., доп. и расш. / Соавторы: В. И. Трухачёв, Ю. А. Юлдашбаев, А. М. Остапчук и др. — М.: МЭСХ, 2023. — 104 с.
- Воспроизводство охотничьих животных в вольерных комплексах, питомниках и зоопарках: Учебное пособие. / Соавторы: В. А. Остапенко, А. М. Остапчук. — М.: «Академия Принт», 2023. — 138 с., илл.
- Основы охотоведения: учебник. — Балашиха: Издательство ЭРА, 2023. — 432 с.
- Технология пантового оленеводства: учебник / Соавторы: А. И. Чикалёв, Ю. А. Юлдашбаев, Н. С. Петрусева, Н. М. Бессонова. — М.: ЭйПиСиПаблишинг, 2024. — 104 с., илл.
- Коллекция черепов крупного рогатого скота как объект научного изучения: монография / Соавторы: О. И. Боронецкая и др. — М.: МЭСХ, 2024. — 132 с.
- Основы экономики охотничьего хозяйства: учебник. / Соавторы: А. И. Филатов, А. М. Остапчук. / Под общей редакцией А. П. Каледина. — Балашиха: Издательство ЭРА, 2025. — 256 с.
- Основы биотехнии: учебник. / Соавторы: В. А. Остапенко, А. М. Остапчук. / Под общей редакцией А. П. Каледина. — Балашиха: Издательство ЭРА, 2025. — 280 с.

## Награды
Государственные и правительственные награды:
- Заслуженный эколог Российской Федерации (1999);
- Почётная грамота Министерства сельского хозяйства Российской Федерации (2008);
- Почётная грамота Министерства сельского хозяйства Российской Федерации (2009);
- Почётный работник охраны природы Министерства природных ресурсов и экологии (2012);
- Почётный работник агропромышленного комплекса России (2014);
- Диплом и бронзовая медаль МСХ РФ (2015);
- Диплом и серебряная медаль МСХ РФ (2018);
- Диплом и золотая медаль МСХ РФ (2019).

Региональные награды:
- Благодарность мэра Москвы (1998);
- Почётная грамота Правительства Москвы (2002);
- Почётная грамота Московской областной Думы (2008).

Награды РАЕН:
- Почётный знак (2010);
- Медаль Н. И. Вавилова (2014);
- Медаль Никиты Моисеева (2018).

Награды РГАУ-МСХА:
- Медаль 140 летия РГАУ-МСХА имени К. А. Тимирязева (2005);
- Медаль Е. Ф. Лискуна (2015);
- Медаль К. А. Тимирязева (2018).

Награждён также орденами и медалями государственных и общественных организаций.